# Victorine Morriseau
Victorine Morriseau é apontada como a primeira mulher, surdocega, a ser educada formalmente. A sua educação teve lugar em Paris, em 1789, sendo a França pioneira na instituição da educação formal para esta população, na Europa.